# 川合大橋
川合大橋（かわいおおはし）は、岐阜県美濃加茂市と可児市の木曽川に架かる岐阜県道64号可児金山線の橋である。木曽川と飛騨川の合流点の上流、約500mの場所にある。
川合大橋の開通により、木曽川にある岐阜県営の渡船は消滅した。なお、この渡船（川合の渡し）は、美濃加茂市川合町、可児市川合、美濃加茂市牧野を三角形に結んでいた。

## 概要
- 供用 ：1976年（昭和51年）
- 延長： 219.0m
- 幅員： 9.5m
- 区間： 岐阜県美濃加茂市下米田町牧野 - 岐阜県可児市川合

座標: 北緯35度26分42.9秒 東経137度03分25.7秒 / 北緯35.445250度 東経137.057139度